# Aquatherm Moscow
Aquatherm Moscow — крупнейшая в России, странах СНГ и Восточной Европы международная выставка бытового и промышленного оборудования для отопления, водоснабжения, инженерно-сантехнических систем, бассейнов, саун и спа. В выставке ежегодно принимают участие компании из более чем 30 стран мира. Количество уникальных посетителей в 2019 году составило 29 879.
В 2023 году выставка прошла 14—17 февраля. На выставке были представлены более 270 российских и 170 иностранных производственных и торговых компаний из 12 стран мира.

## Тематика
Выставка по своему отраслевому направлению принадлежит к HVAC-индустрии. Также включает в себя специализированный раздел World of Water & Spa, посвящённый бассейнам и оборудованию для бассейнов и бань.
Разделы выставки:
- Отопительное оборудование (бытовое и промышленное): котлы (водяные, газовые, твердотопливные, электрические и др.), горелки, теплообменники, комплектующие, радиаторы отопления, конвекторы, полотенцесушители, расширительные баки, системы обогрева воздуха (тепловые пушки, тепловые насосы, тепловые завесы и др.), дымоходы, солнечные панели и накопители, камины, сопутствующие материалы
- Оборудование для водоснабжения (бытовое и промышленное): насосы, фильтры и системы водоочистки и водоподготовки, канализационное оборудование (септики, выгребные ямы и др.), водонагреватели (газовые, электрические, косвенного нагрева и др.), сантехническое оборудование (ванны, умывальники, мойки, унитазы, смесители и др.)
- Трубы, фитинги, арматура: трубы (стальные, металлопластиковые, ПВХ, ПЭ, полипропиленовые), фитинги (отводы, углы, тройники, муфты, переходники-сгоны, заглушки, штуцеры), трубопроводная арматура: запорная, регулирующая, предохранительная техническая теплоизоляция, гидроизоляция
- Услуги по монтажу систем ОВК
- Бассейны, оборудование для бассейнов и бань: бассейны (частные, общественные — строительство, производство, продажа), насосы для бассейнов (циркуляционные, фильтрующие, тепловые), фильтры, системы очистки воды в бассейнах, химия для бассейнов, автоматика для бассейнов, аксессуары для бассейнов, материалы для строительства и отделки, укрывные материалы, павильоны для бассейнов, банное оборудование
- Инструменты для монтажа, резки и сварки: инструмент для ремонта, резки, сварки труб, инструменты для монтажа и ремонта оборудования
- Контрольно-измерительные приборы и системы автоматизации: регуляторы уровня, давления, температуры, манометры, расходомеры тепла и воды, термометры, термостаты, счётчики газа, системы защиты от протечек, механические и электронные реле давления, устройства защиты и системы плавного пуска насосов

## Общая информация
Выставка Aquatherm Moscow, организуемая на российском рынке компаниями Reed Exhibitions и ITE традиционно проходит в МВЦ «Крокус Экспо» одновременно с выставкой «AirVent». На выставках проходит обмен новинками в области отопления, водоснабжения, кондиционирования и оборудования для бассейнов между производителями, проектировщиками и подрядчиками из России и других стран. Выставка носит характер профессионального специализированного мероприятия, организованного для специалистов индустрии.
Деловая программа выставки традиционно включает в себя мастер-классы, конференци по ОВК и бассейнам, посвящённые наиболее актуальным темам отрасли. В качестве докладчиков выступают российские и зарубежные редставители государственных и некоммерческих организаций и ассоциаций, а также профессионалы с многолетним опытом работы в индустрии.
Выставка имеет российскую и международную поддержку со стороны государства и различных профессиональных организаций:
- Федеральное Министерство экономики и энергетики Германии (BMWi)
- Ассоциация выставочной индустрии Германии (AUMA)
- Федерация европейских ассоциаций инженеров в области отопления, вентиляции, кондиционирования воздуха (REHVA)
- Специальное агентство Торговой Палаты провинции Новара (Италия) (E.V.A.E.T.)
- Агентство по инвестициям, экспорту и туризму региона Пьемонт, Италия
- Германская ассоциация плавательных бассейнов и оздоровления (BSW)
- Международная Ассоциация производителей павильонов для бассейнов, спа IPC team
- Ассоциация промышленной обработки стали и металла (WSM)
- Испанская Ассоциация Производителей оборудования для ванных комнат, сантехники и вентиляции (Amec Ascon)
- Федеральная промышленная ассоциация Германии по жилищным, энергетическим и экологическим технологиям (BDH)
- Федерация индийских экспортных организаций (FIEO)
- Экспортный совет по продвижению инженерного и машиностроительного оборудования Индии (EEPC India)
- Чешский Водный Альянс (CWA)
- Чешское агентство по поддержке торговли (Czech Trade)
- Ассоциация климатических систем зданий (FGK), Германия
- Китайская национальная ассоциация производителей оборудования (CNHA)
- Торгово-промышленная палата города Шунде (SGACC), Китай